# Pionier (Forschung)
Unter einem Pionier (Lehnwort aus mittelfranzösisch und französisch pionnier „Schanzgräber“, figurativ auch „Wegbereiter“ und „Vorkämpfer“) versteht man im Bereich der Forschung einen Menschen, der auf einem bestimmten Gebiet eine Vorreiterrolle einnimmt, also etwas Bahnbrechendes geleistet und damit weiteren wissenschaftlichen Arbeiten und Erkenntnissen den Weg geebnet hat.

## Begriffsverständnis
Der Begriff „Pionier“ entstand im 17. Jahrhundert aus dem französischen Wort pion = Fußsoldat (< lat. pes = Fuß). Er bezeichnete ursprünglich den Angehörigen einer kriegstechnischen Einheit, der an vorderster Front durch Wege- und Brückenbau den Vormarsch der Armee ermöglichte und die Beweglichkeit der Truppe förderte.
Im übertragenen Sinne erweiterte sich das Begriffsverständnis auf Entdeckungen und Forschungsergebnisse, die einen Erkenntnisschub für einen bestimmten Wissenschaftszweig und die nachfolgenden Forschungen bewirkten. In diesem Sinne nahm der Begriff „Pionier“ Wortbedeutungen wie Wegbereiter, Bahnbrecher, Neuerer, Protagonist, Reformer für die betreffende Forschungsrichtung an. Die Bezeichnung „Pionier“ steht im Bereich der Forschung allgemein für einen  Wissenschaftler, der sich in einem bestimmten Fachgebiet als erster auf Neuland wagt und dort bedeutsame Ergebnisse erzielt. So spricht man etwa von Eisenbahnpionieren, Luftfahrtpionieren, Raumfahrtpionieren oder Pionieren der Altertumskunde oder Medizinforschung. Die Pioniere haben mit ihren Leistungen einen wesentlichen Anteil an der Kenntnisnahme und Anerkennung ihrer Fachrichtung durch die Öffentlichkeit sowie das Fließen von Fördermitteln für die weitere Forschungstätigkeit. Nicht selten ergibt sich aus ihren Forschungsergebnissen ein ganz neues Fachgebiet.

## Pioniere der Wissenschaft in Beispielen
Forschungspioniere gibt es auf allen Gebieten der Wissenschaft. Es können hier nur einige Bereiche exemplarisch aufgeführt werden:
- Archäologie:

Heinrich Schliemann gilt heute als Nestor der Vorgeschichtsarchäologie Griechenlands und wichtiger Impulsgeber der Altertumsforschung. Er spürte u. a. das von Homer in seiner Ilias beschriebene bronzezeitliche Troja wieder auf und fand den berühmten Schatz des Priamos.
- Seefahrt:

Christoph Kolumbus, James Cook u. a. Entdecker wagten sich als erste mit einem Forschungsauftrag über die Weltmeere in die noch unbekannten Regionen der Erde vor.
- Luftfahrt:

Die Ingenieure und Techniker Otto Lilienthal und die Brüder Wright oder die Luftschiffkonstrukteure Umberto Nobile und Graf Ferdinand von Zeppelin werden als Luftfahrtpioniere bezeichnet, die der Menschheit die Bewegung in der dritten Dimension erschlossen haben.
- Naturforschung:

Die Forschungsreisenden Charles Darwin, Vater der Evolutionstheorie, und Alexander von Humboldt schufen mit ihren systematischen naturwissenschaftlichen Beobachtungen, Analysen und Experimenten die Grundlagen für ein neues Menschheits- und Naturverständnis.
- Geowissenschaft

Alfred Wegener legte mit seiner Theorie der Kontinentalverschiebung das Fundament für eine moderne Geologie.
- Ozeanologie:

Jacques-Yves Cousteau eröffnete als genialer Tiefseetaucher der  Meereskunde  neue Erkenntnismöglichkeiten.
- Raumfahrt:

Mit Pionieren der Raketentechnik wie Hermann Oberth und Wernher von Braun begann das Zeitalter der Raumfahrt. Ein Lebensbild des letzteren  findet sich in dem deutsch-US-amerikanischer Spielfilm aus  dem Jahre 1959 Wernher von Braun – Ich greife nach den Sternen mit Curd Jürgens in der Titelrolle.
- Medizin:

Robert Koch  (Nobelpreis 1905) wurde zum Pionier auf dem Gebiet der Infektionskrankheiten, zum Entdecker der Erreger des Milzbrand und der Tuberkulose, zum Begründer der Bakteriologie als Wissenschaft.
- Pharmakologie:

Der Neurochemiker Julius Axelrod (Nobelpreis 1970) machte sich zum Vorreiter bei der Entwicklung von Antidepressiva.
- Physik:

Albert Einstein (Nobelpreis 1921) revolutionierte das Verständnis von Raum und Zeit durch seine Relativitätstheorie. Werner Heisenberg (Nobelpreis 1932) leistete ebenso wie Lise Meitner  Bahnbrechendes auf dem Gebiet der Kernforschung.
- Chemie:

Otto Hahn (Nobelpreis 1944) wurde zum Pionier der Radiochemie, zum Entdecker der Kernspaltung des Urans.
- Elektrophysik:

Der Experimentalphysiker Michael Faraday legte mit seinen Entdeckungen der „elektromagnetischen Rotation“ und der elektromagnetischen Induktion den Grundstein zur Herausbildung der Elektroindustrie.
- Tierforschung:

Die Schimpansenforscherin Jane Goodall und die Gorillaforscherin Dian Fossey gelten  als Wegbereiterinnen der Primatologie.
- Internet:

Der Programmierer John McAfee zählt mit seinen Entwicklungen von Antivirenprogrammen und PC-Sicherheitssoftware zu den Software-Pionieren.
Über die Verwendung für ausgebildete, methodenkompetente, unmittelbar forschende Wissenschaftler hinaus findet die Bezeichnung „Pionier“ in der Literatur oft auch für bedeutende Zuträger Anwendung. Hierunter zählen etwa Persönlichkeiten wie der Hobby-Archäologe Heinrich Schliemann, der Atlantikflieger Charles Lindbergh oder Antoine de Saint-Exupéry und seine Freunde, die als die „Pioniere der Postfliegerei“ nach Südamerika und Afrika gelten und mit ihren abenteuerbehafteten Unternehmungen ebenfalls dem wissenschaftlich/technischen Fortschritt, z. B. der Navigation bei Nacht, dienten.

## Würdigungen
Pionierleistungen auf wissenschaftlichem Gebiet wurden schon früher durch besondere Auszeichnungen geehrt. In neuerer Zeit geschieht dies insbesondere durch die Zuerkennung des  Nobelpreises (seit 1901) oder die Verleihung der Max-Planck-Medaille (seit 1929). Aus den Erkenntnissen der Pioniere erwachsen häufig neue, anerkannte Wissenschaftsdisziplinen und Fachrichtungen wie etwa die Evolutionsbiologie, die Radiochemie oder die Kernphysik sowie damit verbundene Lehrstühle oder Forschungseinrichtungen wie etwa das Jane-Goodall-Institut.

## Einzelbelege
1. ↑  Gerhard Wahrig: Deutsches Wörterbuch. Gütersloh 1970. Sp. 2731.
2. ↑  Brockhaus Enzyklopädie. Band 14. Wiesbaden 1972, S. 633.
3. ↑  Philipp Vandenberg: Der Schatz des Priamos – Wie Heinrich Schliemann sein Troja erfand. Gustav Lübbe, Bergisch Gladbach 1995, ISBN 3-7857-0804-1.
4. ↑  Dietmar Henze: Enzyklopädie der Entdecker und Erforscher der Erde. Akademische Druck- und Verlags-Anstalt, Graz 1978–2004
5. ↑  Günter Schmitt, Werner Schwipps: Pioniere der frühen Luftfahrt. Gondrom Verlag, Bindlach 1995.
6. ↑  Andreas Venzke: Pioniere des Himmels: Die Brüder Wright – Eine Biografie. Verlag Artemis und Winkler 2002.
7. ↑  Charles Darwin: Die Abstammung des Menschen. Kröner, Stuttgart 2002.
8. ↑  Kathrin Schubert: Jacques Cousteau. Expedition Tiefsee. Frederking & Thaler, 2011.
9. ↑  Antoine de Saint-Exupéry: Courrier Sud (1928)  – deutsch: Südkurier. Rauch. 2001.
10. ↑  Antoine de Saint-Exupéry: Vol de nuit (1931) – deutsch: Nachtflug. Niemeyer. Hameln 1991.